# Kerstin Braun
Kerstin Braun (* 1970 in Leonberg) ist eine deutsche Fotografin.
Braun begann 1994 an der Folkwangschule Essen ihr Studium der visuellen Kommunikation mit Schwerpunkt Fotografie, das sie mit einem Diplom 2002 bei Bernhard Prinz abschloss. Während ihres Studiums hatte sie erste Ausstellungen. Braun hat für ihre Werke mehrere Auszeichnungen erhalten.

## Ausstellungen

### Einzelausstellungen
- 2003: „Silence“, Kunstbüro, Düsseldorf
- 2005: „Island“, Galerie 14-1, Stuttgart
- 2006: „Kondensat“, galerie andrea brenner, Düsseldorf

### Gruppenausstellungen
- 1996: HalbwertsZeiten – die Ukraine und der Supergau, Kunsthaus Rhenania, Köln
- 1996: Zeigung – Zeche Zollverein Essen, Gesamtausstellung des FB4 der Uni Essen
- 1998: 75 Jahre Gerrit Rietveld Akademie, Park of Future, Amsterdam
- 2000: KunstvereinPLUS, Düsseldorf
- 2001: KunstvereinPLUS, Düsseldorf
- 2002: Kunstbüro Düsseldorf
- 2003: Galerie 20:21, Essen
- 2003: Museum für angewandte Kunst, Gera
- 2003: Foto-Sommer, Stuttgart
- 2003: Kunstverein Bremerhaven
- 2004: Städtische Galerie Wolfsburg
- 2005: Museum für angewandte Kunst, Gera
- 2005: BRAUSE, Düsseldorf
- 2006: Kunstbüro, Düsseldorf, mit Peter Otto

## Preise und Stipendien
- 2001: best photography – blue magazine, New York
- 2002: hauserconsulting Kunstpreis ZEITSICHT
- 2003: Auszeichnung Aenne-Biermann-Preis
- 2005: Auszeichnung Aenne Biermann Preis

| Personendaten    | Personendaten       |
| ---------------- | ------------------- |
| NAME             | Braun, Kerstin      |
| KURZBESCHREIBUNG | deutsche Fotografin |
| GEBURTSDATUM     | 1970                |
| GEBURTSORT       | Leonberg            |